# Smardy Dolne
Smardy Dolne (deutsch Nieder Schmardt) ist ein Ort der Gmina Kluczbork in der Woiwodschaft Opole in Polen.

## Geographie
Smardy Dolne liegt im nordwestlichen Teil Oberschlesiens im Kreuzburger Land. Smardy Dolne liegt rund acht Kilometer nordwestlich vom Gemeindesitz Kluczbork und etwa 53 Kilometer nordöstlich der Woiwodschaftshauptstadt Oppeln.
Südlich des Dorfes verläuft die Bahnstrecke Kluczbork–Wrocław mit dem Haltepunkt Smardy. Smardy Dolne liegt an der Baryczka (Bartsch-Bach).
Nachbarorte von Smardy Dolne sind im Norden Smardy Górne (Ober Schmardt), im Südosten Ligota Dolna (Nieder Ellguth) und im Südwesten Stare Czaple (Alt Tschapel).

## Geschichte

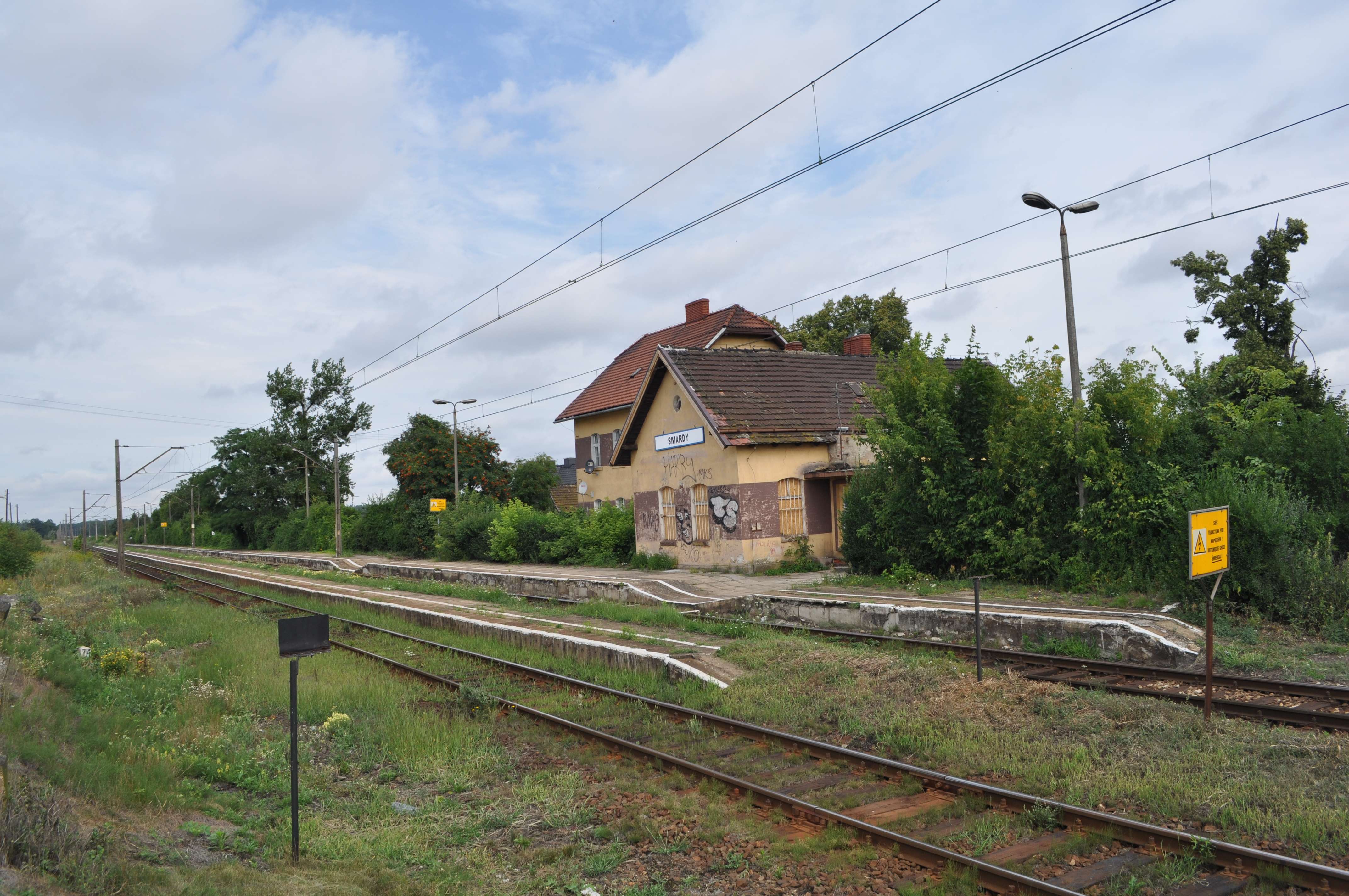
Bahnhof Smardy

Im Jahr 1261 wird das Dorf erstmals als Schmarden erwähnt. Im 15. Jahrhundert gehörte das Dorf Jan Hof von Kantersdorf.
1709 wird Schmardt eine selbstständige evangelische Gemeinde. 1713 wird die Gemeinde mit der in Rosen zusammengelegt. 1874 wird der Amtsbezirk Schmardt gegründet, zudem Nieder Schmardt gehört.
Im 19. Jahrhundert wurde das Schloss erbaut. 1902 wird im Dorf eine Volksbibliothek, die erste im Landkreis, eröffnet. 1925 wird elektrisches Licht im Dorf angelegt.
1933 lebten in Nieder Schmardt 716, 1939 wiederum 651 Menschen. Bis 1945 gehörte das Dorf zum Landkreis Kreuzburg O.S.
Als Folge des Zweiten Weltkriegs fiel Nieder Schmardt 1945 wie der größte Teil Schlesiens unter polnische Verwaltung. Nachfolgend wurde der Ort in Smardy Dolne umbenannt und der Woiwodschaft Schlesien angeschlossen. 1950 wurde es der Woiwodschaft Oppeln eingegliedert. 1999 kam der Ort zum neu gegründeten Powiat Kluczborski (Kreis Kreuzburg).

## Sehenswürdigkeiten
- Das neoklassizistische Schloss wurde Mitte des 19. Jahrhunderts erbaut. Der zweistöckige Bau entstand wohl möglich nach einem Entwurf von Carl Gotthard Langhans. Das Schloss ist heute eine Ruine.[3] Das Schloss steht seit 1977 unter Denkmalschutz.[7]
- Der fünf Hektar große Schlosspark besitzt einen alten Baumbestand und steht seit 1983 unter Denkmalschutz.[7]
- Empfangsgebäude des Bahnhofes Smardy